# Щеврик сибірський
Щеврик сибірський (Anthus gustavi) — вид горобцеподібних птахів родини плискових (Motacillidae).

## Назва
Вид названо на честь нідерландського натураліста Густава Шлегеля (1840-1903).

## Поширення
Вид поширений у Північній Азії від річки Печора до Чукотського півострова. Трапляється також на Камчатці і Командорських островах. Як середовище проживання віддає перевагу місцям з густою рослинністю біля гирл річок, хоча трапляється і в тундрі. Зимує в Індонезії або на Філіппінах.

## Опис
Довжина тіла від 14 до 15 сантиметрів. Розмах крил 23-25 сантиметрів. Маса тіла коливається від 20 до 26 г. Верх тіла жовтий, оливково-коричневий, з розсіяними чорними смугами, що проходять по довжині тіла, які найбільш помітні на голові. Круп і хвіст забарвлені в зелений колір. Деякі особини також мають більш темні смуги на цих частинах тіла. Черевце кремового або білого кольору. Зовнішні махові частково білі. Над оком є більш яскрава, не завжди помітна смужка. Очі темно-карі, оточені двома кільцями кремового пір'я. Ноги червоного тілесного кольору.